# بولوس (مینه‌سوتا)
بولوس، مینه‌سوتا (به انگلیسی: Bowlus, Minnesota) یک شهر در ایالات متحده آمریکا است که در مینه‌سوتا واقع شده‌است.

## خصوصیات
بولوس ۳٫۲۴ کیلومترمربع مساحت و ۲۹۰ نفر جمعیت دارد و ۳۳۸ متر بالاتر از سطح دریا واقع شده‌است.